# Kazimierz Korkuć
Kazimierz Korkuć herbu Nałęcz (ur. 1906 w Korkucianach k. Ejszyszek, zm. 1986) – uhonorowany w 1973 r. tytułem Sprawiedliwy wśród Narodów Świata.
Podczas sowieckiej okupacji w 1939 r. krewny Kazimierza Korkucia miał być wywieziony do obozu na dalekiej Północy. Uratował go miejscowy Żyd o nazwisku Kabacznik. W 1941 r. Korkuć pomógł Kabacznikowi wraz z rodziną uciec z getta i ukrywał Kabaczników oraz ich krewnych Sołomiańskich w Korkucianach. Pomógł także rodzinom Szulmanów i Lewinów. Kazimierz Korkuć został zatrzymany przez gestapo i ciężko pobity.
Współpracował z Antonim Gawryłkiewiczem.